# Joni Haverinen
Joni Haverinen (ur. 17 maja 1987 w Uusikaupunki) – fiński hokeista.

## Kariera
- HIFK U16 (2001-2003)
- HIFK U18 (2003-2005)
- HIFK U20 (2004-2007)
  -  Suomi U20 (2006, 2007)
- HIFK (2007-2010)
  -  Kiekko-Vantaa (2009)
- HPK (2010-2011)
- HC 05 Banská Bystrica (2011)
- Kiekko-Vantaa (2011)
- HC Alleghe (2011-2012)
- HK Nioman Grodno (2012)
- Kiekko-Vantaa (2012-2013)
- KalPa (2013)
- Sport (2013-2014)
- Kiekko-Vantaa (2014)
- Arystan Temyrtau (2014)
- Podhale Nowy Targ (2014-2017)
- HC Vantaa (2018/2019, 2019/2020)

Wychowanek klubu HIFK. W barwach Finlandii uczestniczył w turniejach mistrzostw świata juniorów do lat 18 w 2005 i mistrzostw świata juniorów do lat 20 w 2007.
Występował w rodzimych rozgrywkach Liiga i Mestis, a także ligach: słowackiej ekstralidze, włoskiej Serie A, ekstralidze białoruskiej, kazachskiej Wysszaja Liga. Od końca listopada 2014 zawodnik Podhala Nowy Targ w rozgrywkach Polskiej Hokej Ligi. W kwietniu 2015 przedłużył kontrakt z nowotarskim klubem. Po sezonie PHL 2016/2017 odszedł z Podhala. Przeszło rok później, we wrześniu 2018 został zawodnikiem zespołu HC Vantaa.
W trakcie kariery określany pseudonimem Have.

## Sukcesy
Klubowe
- Brązowy medal Jr. A SM-liiga: 2004, 2007 z HIFK U20
- Półfinał włoskiej Serie A1:2012 z HC Alleghe
- Brązowy medal mistrzostw Polski: 2015, 2016 z Podhalem Nowy Targ
- Finał Pucharu Polski: 2015 z Podhalem Nowy Targ